# 巴爾納峰
46°25′21.4″N 9°15′44″E / 46.422611°N 9.26222°E
巴爾納峰（義大利語：Cima de Barna），是中歐的山峰，位於瑞士和意大利接壤的邊境，屬於勒蓬廷山的一部分，該山峰海拔高度2,862米，每年平均降雨量1,851毫米。